# 袋町 (広島市)
袋町（ふくろまち）は、広島県広島市中区にある地名（住居表示）。丁目の設定はない。郵便番号は730-0036（広島中央郵便局管区）。当地域の人口は556人。

## 地理
広島市の中心部に位置する。東に並木通りを挟んで新天地、西は鯉城通りを挟んで大手町2丁目、南は中町（ただし南東角を切り欠いている）、北は本通に接する。

### 河川
かつて現在の鯉城通りの位置に西堂川があったが、路面電車開通とともに埋め立てられ、現存しない。

## 歴史

### 地名の由来
江戸時代にこの地で女性向けの袋（ハンドバッグ）を製作していたことに因む。七福神の中では大黒天が袋を持っており、縁起が良いとされている。なお袋のみならず、中身の扇、櫛、簪なども扱っていた。これが現在の本通商店街のルーツとなった。

### 江戸時代まで
1657年（明暦3年）の大火の後にできた街である。北側が町地、南側が侍士屋敷地とされ、その境目は杉の木小路（現在の旧日本銀行広島支店から東に入る道の付近）であった。明暦の切絵図では、家数35軒、町間251mとされている。また天明の切絵図では40軒となっている。「知新集」によれば町間269m、人口538人（うち男性252人、女性286人）1872年に町地と侍士屋敷地、及び当時の中町、西魚屋町と鉄砲屋町の一部が合併し、現在の袋町となった。

### 明治以降
1879年に広島区、1889年に広島市の地名となった。教育機関は、1876年に小町の就將館が当地に移転してきて桜川学校（現・広島市立袋町小学校）となった。1896年には数理学会（現・広陵高等学校）が、1905年には袋町女子高等小学校ができたほか、私立必正舎がこの地に開校した。1917年時点での戸数は285戸、人口907人。

### 被爆の状況

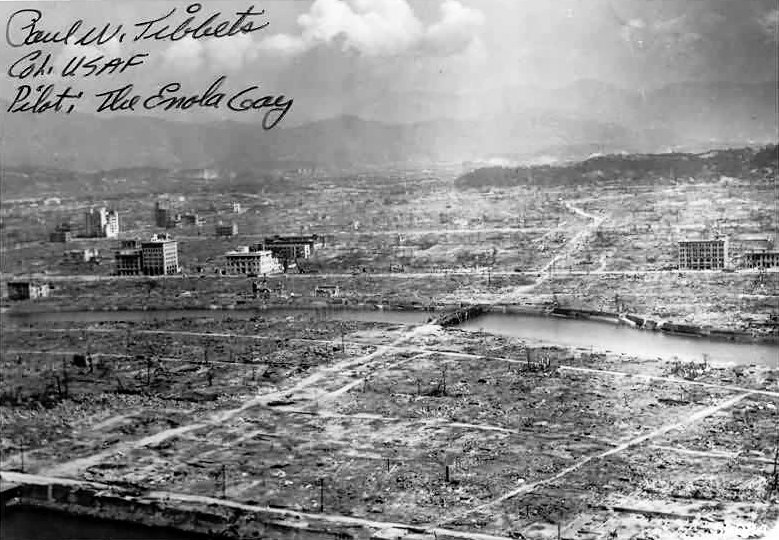
東から西を向いて撮影。中心よりやや左に見える3階建ての建物が日本銀行広島支店、その手前の建物が袋町国民学校

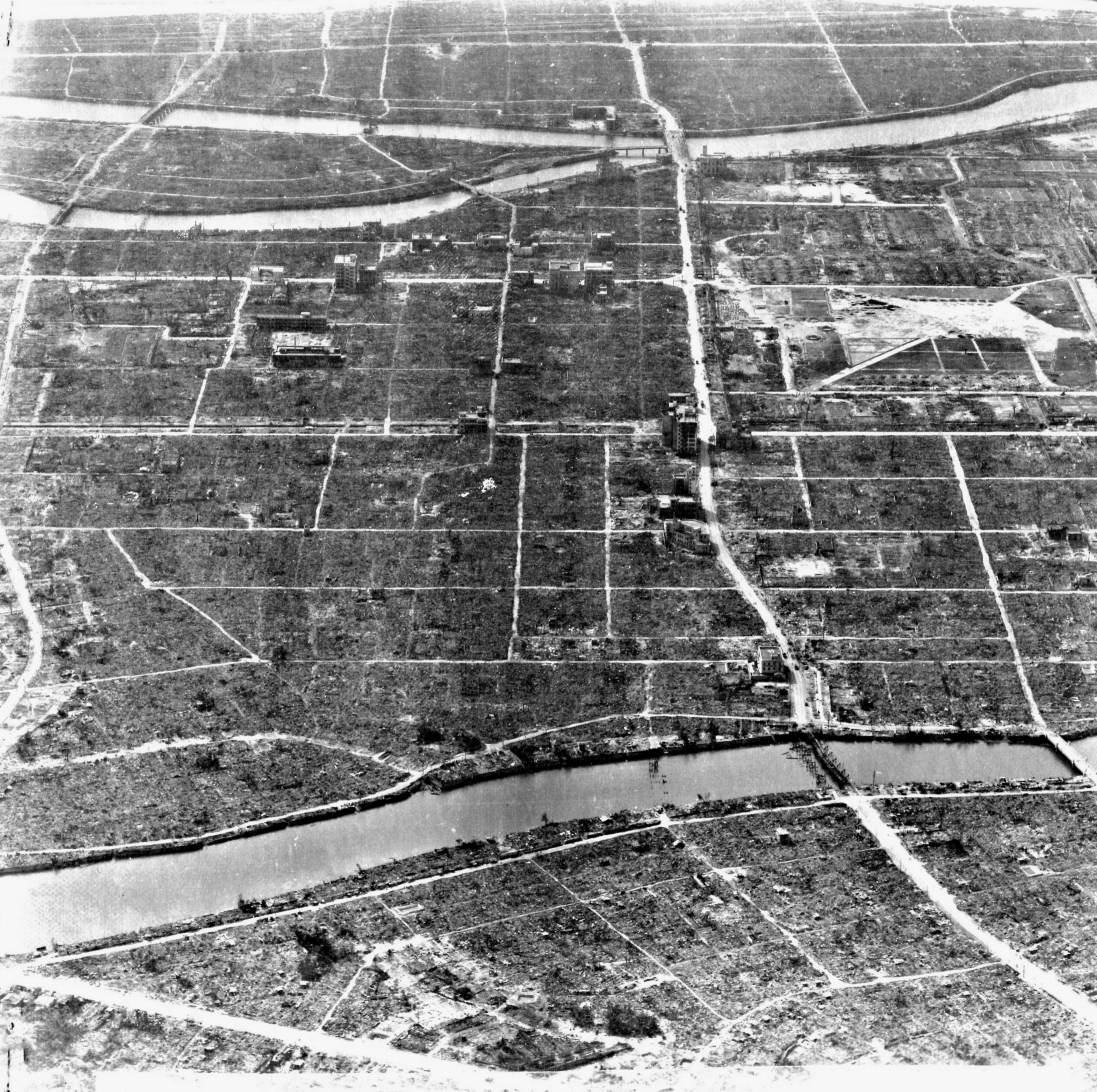
西から東を向いて撮影。左上に見えるのが袋町国民学校、その奥が頼山陽史跡資料館、さらに奥が日本銀行広島支店

原爆投下の際には、本通り・袋町地域ではその地域にいた人の87%〜90%が即死した。また短時間で地域全体が猛火に包まれた。日本銀行広島支店（爆心地から南東に380m）では54名が死亡し、扉および窓は全て吹き飛んだ。被爆時窓が開いていた3階部分は全焼したが、1、2階部分は延焼を免れ、臨時の病室として救援活動に使用された。頼山陽史跡資料館（410m）では建物の一部が焼け残り、クロガネモチの木が根のみを残し焼けた。袋町国民学校校舎（460m）では西側校舎のみを残し倒壊、児童・教職員227名は児童3名と教職員2名を残して死亡した。校舎の内部は全焼したが、残った西校舎を利用して1945年10月まで救護所が設置された。広島中央電話局では勤務していた451名のうち、約半数が死亡し、生き残った人も全員が重軽傷を負った。ビルは内部が全焼した。（NTT西日本十日市ビルも参照）

### 第二次世界大戦後
1951年時点で世帯数66、人口269人であった。1965年には町名・町域の再編により旧袋町から一部が大手町1丁目 - 5丁目の一部に分割され、西魚屋町、中町、鉄砲屋町、下中町、新川場町、堀川町、三川町の一部が編入された。1980年には広島市が政令指定都市になったため中区の一部となった。

### 人口の変遷
総数 [戸数または世帯数：  、人口：  ]
| 1657年（明暦3年）  | 35軒 人口不明    |
| 天明年間           | 40軒 人口不明    |
| 知新集             | 戸数不明 538人   |
| 1917年（大正6年）  | 285戸 907人      |
| 1951年（昭和26年） | 66世帯 269人     |
| 2013年（平成25年） | 世帯数不明 556人 |

## 交通

### 鉄道
- 広島電鉄宇品線（1・3・7号線） - 袋町停留場（場所によっては本通停留場や立町停留場の方が近い所もある）
- アストラムライン本通駅

### バス
「袋町」バス停に停車するバスは広電バス2号線・3号線・6号線・7号線・12号線急行と広島バス21号線の市役所前方面行きのみである。地区の北西角に位置する本通バス停には、通過する全てのバスが停車する。

### 道路
- 国道54号（国道191号）

## 施設

### 学校
- 広島市立袋町小学校:平和資料館（被爆建造物）およびまちづくり市民交流プラザを併設。

### 公園
- 袋町公園（慰霊碑あり[12]）

### 企業
- ユアーズ　LIVI広島本通店
- 明治安田生命広島ビル
- 広島フコク生命ビル
- 家庭学習研究社

### 金融機関
- 広島市信用組合

### 史跡
- 旧日本銀行広島支店（被爆建造物）
- 頼山陽史跡資料館（被爆建造物）

## 袋町出身の人物
- 岡部直三郎 - 軍人
- 田部武雄 - 野球選手
- 長沼健 - サッカー選手・監督

## ギャラリー

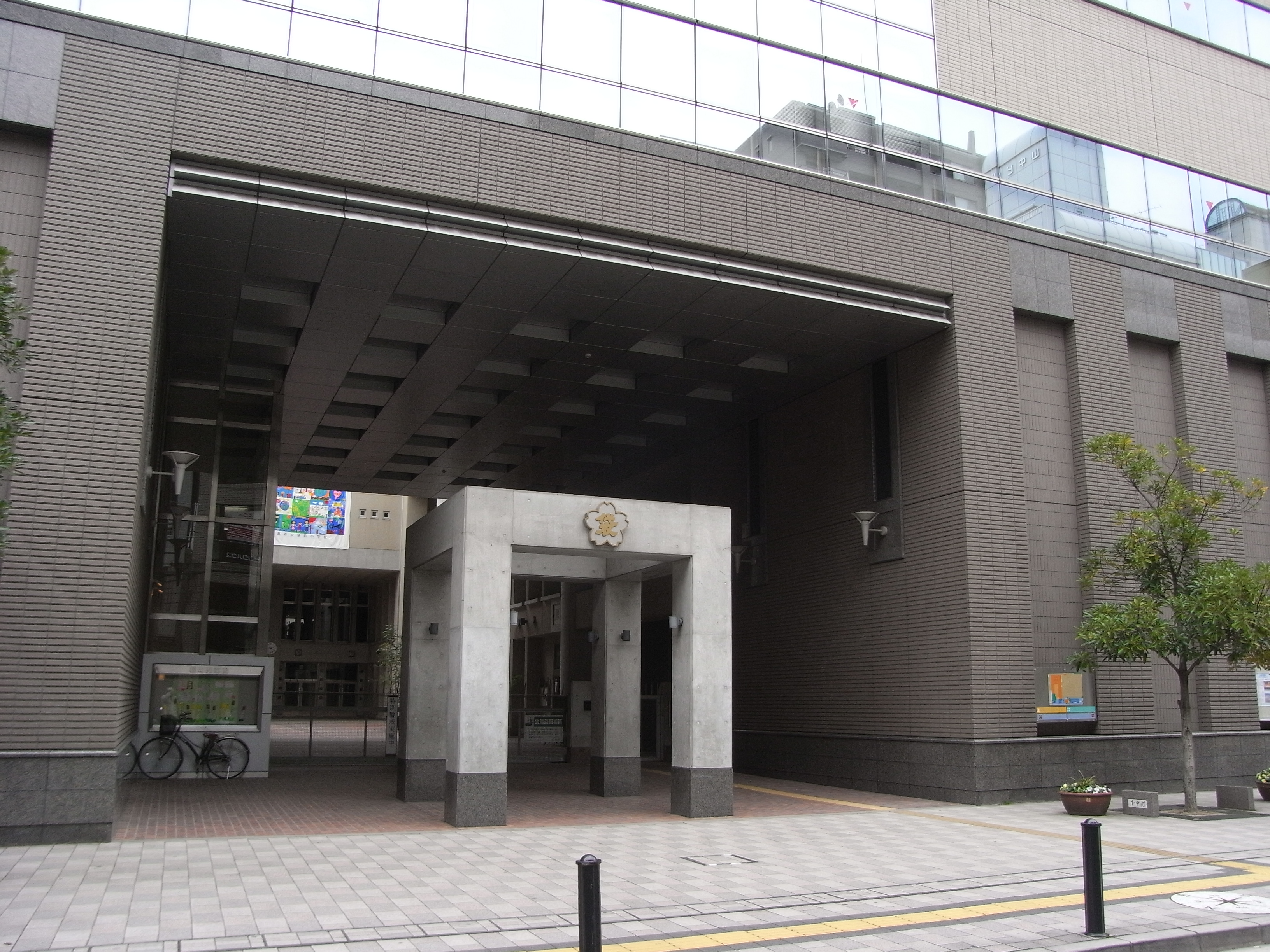
袋町小学校
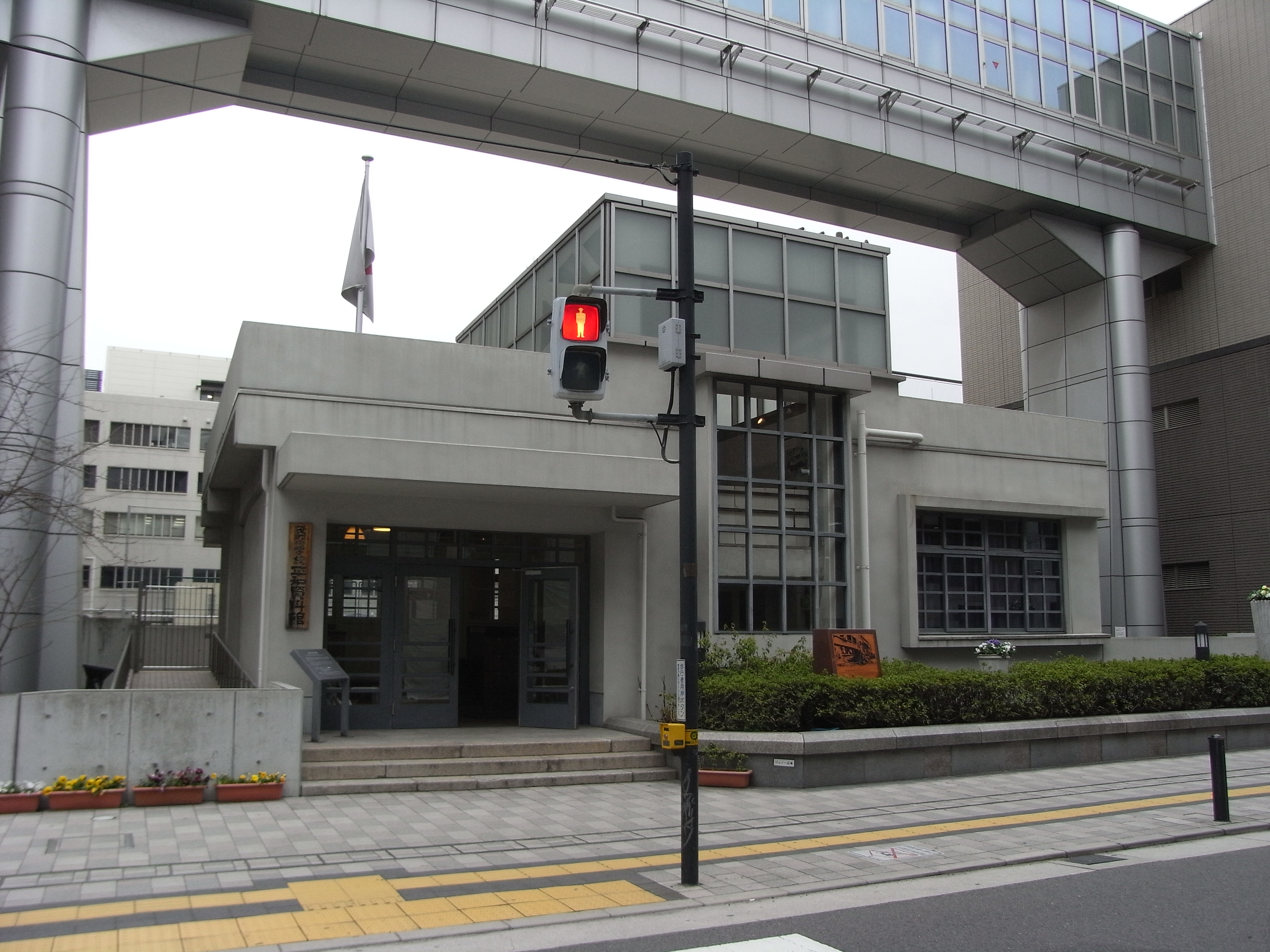
袋町小学校平和資料館
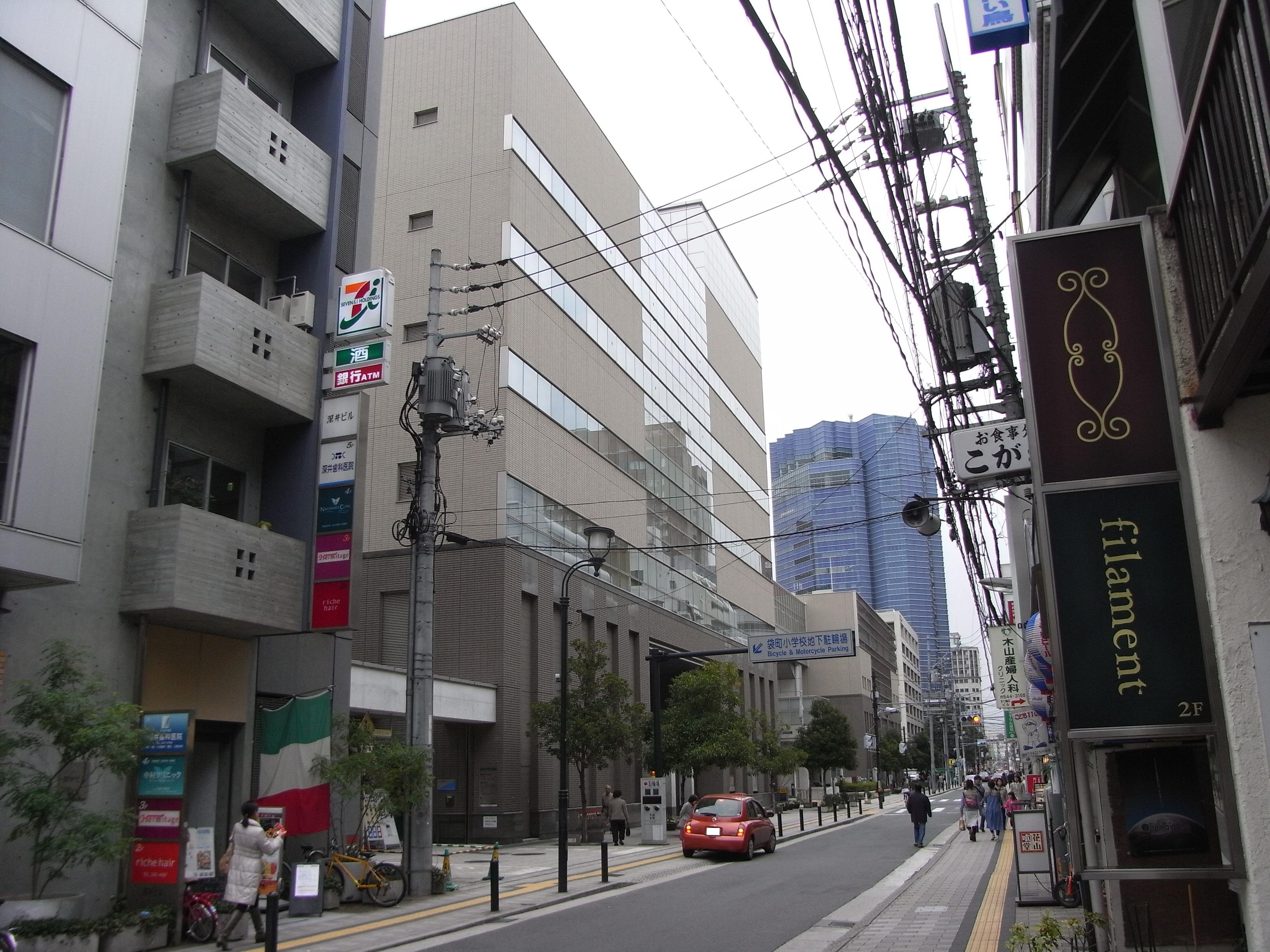
まちづくり市民交流プラザ
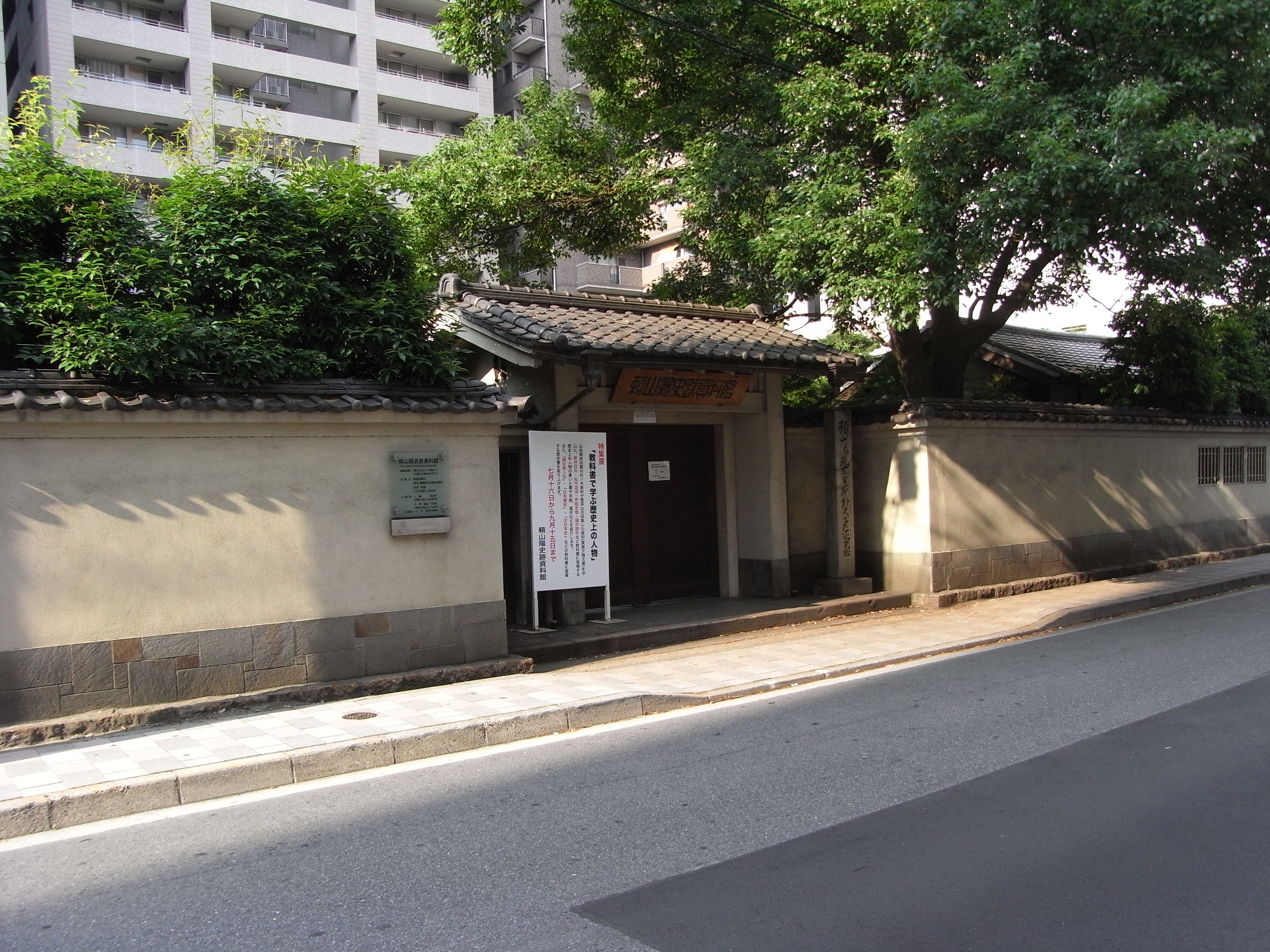
頼山陽史跡資料館
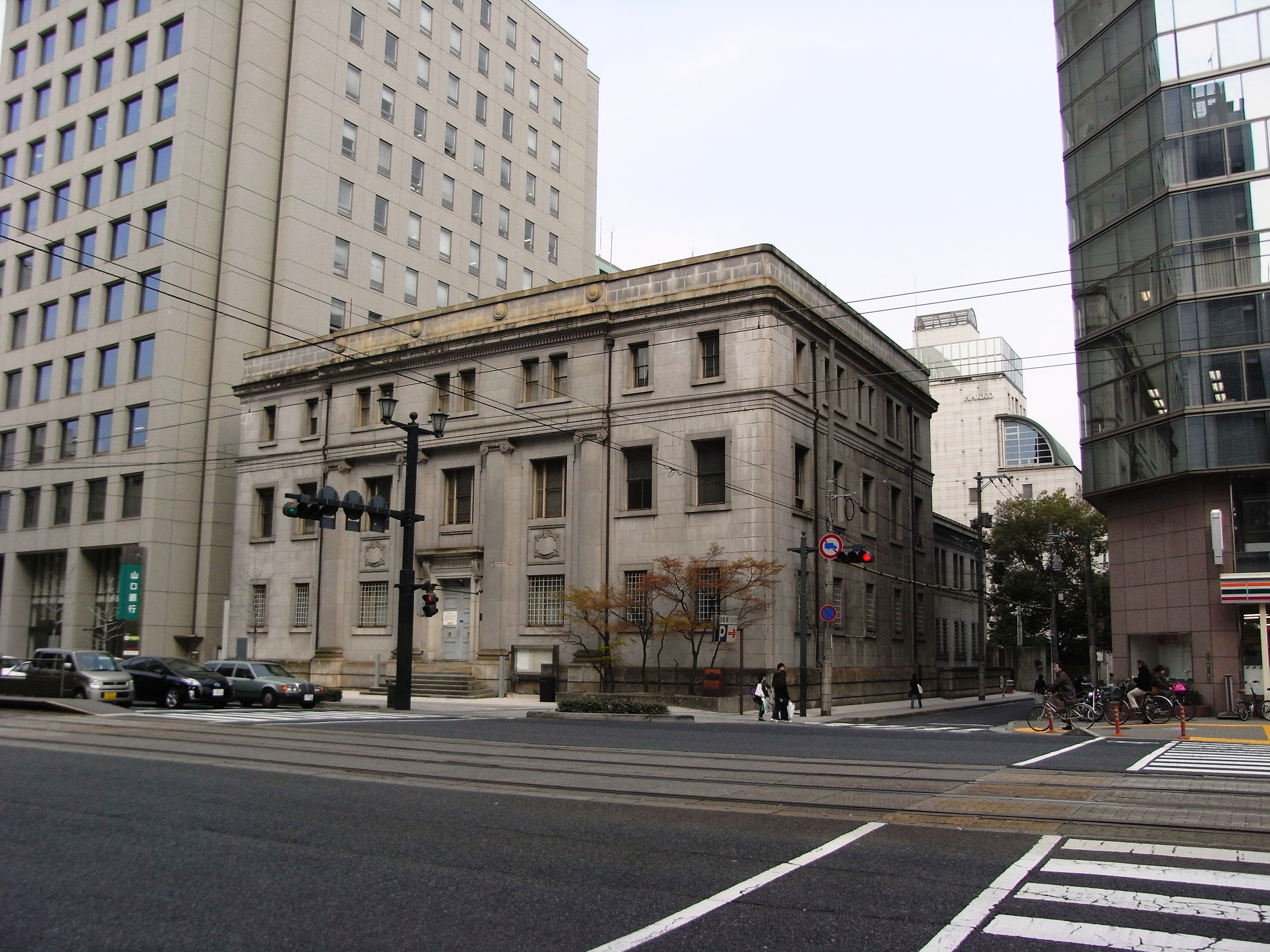
旧日本銀行広島支店
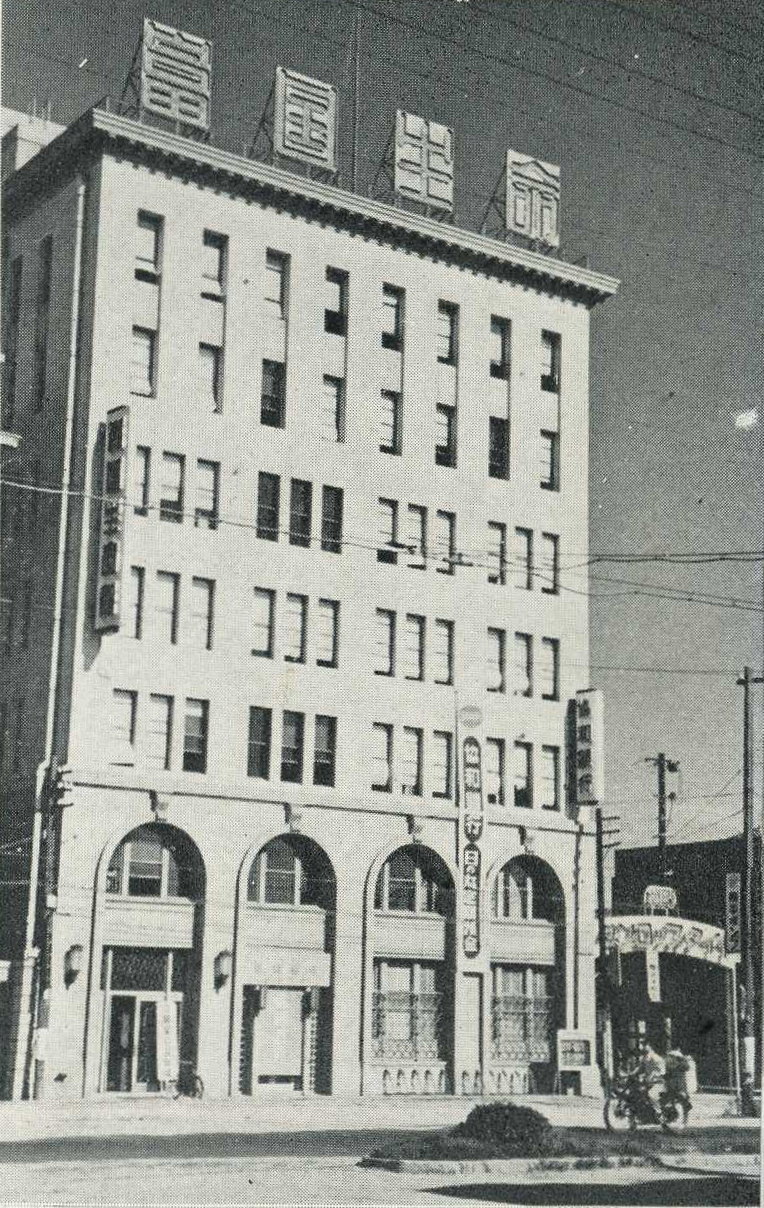
旧・富国生命保険ビル。現在は建て替えられている。